# Sara Hinlopen

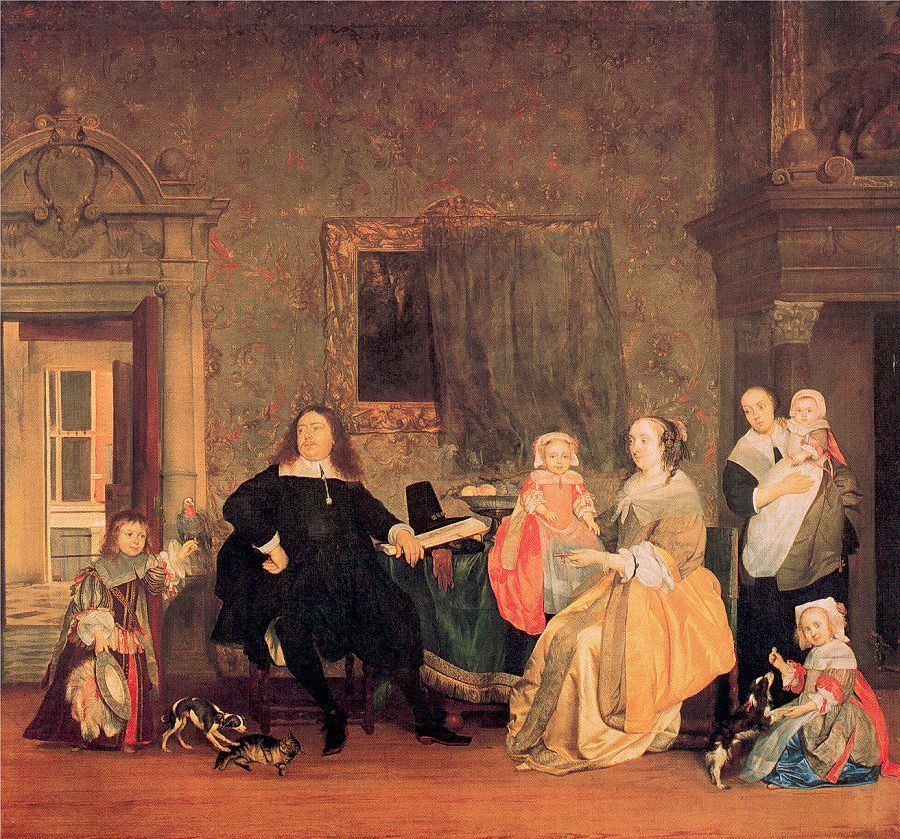
Sara Hinlopen als driejarige op tafel, met haar ouders en broers en zussen in (1663)
door Gabriel Metsu, Gemäldegalerie Berlijn

Sara Hinlopen (Amsterdam, 12 juni 1660 – 16 juni 1749) was een dochter van de lakenhandelaar en kunstverzamelaar Jan J. Hinlopen en een lid van de familie Hinlopen. Het hele gezin is afgebeeld op het Portret van de familie Hinlopen.
Sara, al jong een wees, groeide op aan de Kloveniersburgwal. Na het overlijden van haar oom Jacob J. Hinlopen, wilde zij zelf haar erfenis beheren en administreren en diende daartoe een verzoekschrift aan de Staten van Holland. De schilderijen, na het overlijden van Jan J. Hinlopen onder beheer van zijn broer Jacob, werden in februari 1680 onder de beide (?) erfgenamen verloot. Sara koos voor haar gearrangeerde huwelijk met Albert Geelvinck eveneens een romantische locatie: het kerkje van Sloterdijk.
In januari 1681 ging Joan Huydecoper met zijn twee nichtjes Sara en Johanna naar de pas geopende opera op de Leidsegracht, waar ze een werk hoorden van Pietro Andrea Ziani: De daden van Hercules om Deianira.
Sara Hinlopen trouwde in 1680 met de dertien jaar oudere Albert Geelvinck (1647-1693). Geelvinck was lid van de vroedschap van 1690 tot zijn dood in 1693. Zijn weduwe betaalde successierechten over obligaties bij de VOC, landerijen in 's Graveland, op Texel en bij de Zijpersluis.
Zij hertrouwde met de 50-jarige Mr. Jacob Hendriksz Bicker (1642-1713), een neef van haar eerste echtgenoot. Het paar trouwde niet in gemeenschap van goederen, maar gescheiden van bed. Sara kreeg voor 6.000 gulden juwelen bij het huwelijk ten geschenke, die zij aan de familie Bicker terug moest geven als hij stierf. Vanaf 1707-1740 was Hinlopen regentes van het Burgerweeshuis in de Kalverstraat. In 1742 had Sara Hinlopen een geschat inkomen van 8.000 gulden per jaar en drie man personeel: Liesbeth, Hermannus en Geesje. Omdat het koetshuis met de stal niet meer werden gebruikt, verhuurde zij dat pand aan Jan Winkel, schipper op Spaarndam, Bloemendaal en Haarlem.
Jacob Bicker Raye vermeldt in zijn dagboek dat zijn familielid aan het einde van haar leven blind werd, maar dat zij tot op hoge leeftijd kerngezond was, smakelijk kon eten, goed slapen en erg zuinig leefde. Toen zij in 1749 stierf, vermaakte zij haar kapitaal van 350.000 gulden aan haar schoonzus en aan de kinderen van Lieve Geelvinck. Sara Hinlopen is deftig bij avond begraven in de Oude Kerk.